# Лисич, Владимир Викторович
Владимир Викторович Лисич (4 июня 1934, Баштанка, Одесская область — 17 марта 2001, Введенское, Курганская область) — селекционер, заслуженный агроном РСФСР, кандидат биологических наук. Руководитель отдела селекции Курганского научно-исследовательского института зернового хозяйства, основатель селекционного центра КНИИЗХ.
Автор (с соавторами) сортов пшениц: Шадринская (районирована в 1979), Зауральская (1982), Вера (1982), Курганская-1 (1984), Коллективная-2 (1998), Ария (2005)

## Биография
Владимир Викторович Лисич родился 4 июня 1934 года в селе Баштанка Баштанского сельсовета Баштанского района Одесской области Украинской ССР, ныне город — административный центр Баштанской городской общины (укр. Баштанська міська громада) и Баштанского района Николаевской области Украины.
Окончил агрономический факультет Московской сельскохозяйственной академии имени К.А. Тимирязева.
Участвовал в освоении целины в Казахстане. Работал в Сибирском научно-исследовательском институте сельского хозяйства (СибНИИСХоз) (Омск), Алтайском научно-исследовательском институте земледелия и селекции (АНИИЗиС) (Научный Городок, Барнаул), Курганском научно-исследовательском институте зернового хозяйства (КНИИЗХ) (село Садовое Кетовского района Курганской области).
В 1968 году защитил кандидатскую диссертацию «Экспериментальное изучение возможности изменения сортов пшеницы из озимых в яровые при выращивании в весенних условиях».
В 1977 году организован селекционный центр при Курганском НИИЗХ под руководством кандидата биологических наук Владимира Викторовича Лисича.
Владимир Викторович Лисич умер 17 марта 2001 года в селе Введенском Введенского сельсовета Кетовского района Курганской области, ныне село входит в Кетовский муниципальный округ той же области. Похоронен в селе Садовом Садовского сельсовета Кетовского района Курганской области, ныне село входит в Кетовский муниципальный округ той же области.

## Награды
- Орден «Знак Почёта», 1976 год
- Заслуженный агроном РСФСР, 1986 год
- Серебряная медаль ВДНХ, 1986 год

## Семья
- Дед Лисич Пётр, из Даурского казачества, работал машинистом поезда. В годы японской интервенции на Дальнем Востоке отказался вести эшелон с японцами, был сожжен ими в топке паровоза[2].
  - Отец Лисич Виктор Петрович
  - Мать Евфросинья Алексеевна (урожд. Догарева,  27 мая 1913 — 5 марта 1978).
    - Сёстры:
      - Телеганенко Елена Викторовна (Одесса)
      - Стоянова Надежда Викторовна (Керчь)
      - Травкина Тамара Викторовна (Челябинск, погибла в авиакатастрофе).
- Жена Мальцева Лидия Терентьевна (1 мая 1940 — ?), кандидат сельскохозяйственных наук, дочь Мальцева Терентия Семёновича, дважды Героя Социалистического Труда, почётного академика ВАСХНИЛ[3].
- Сыновья:
  - Мальцев Иван Владимирович (род. 3 май 1970)
  - Мальцев Александр Владимирович (род. июль 1975)
  - Мальцев Евгений Владимирович (род. июль 1975)